# Ратмолион

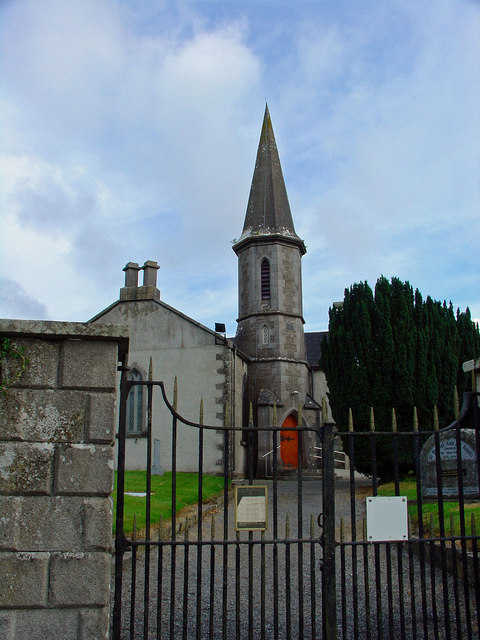
Местная церковь

Ратмолион (англ. Rathmolyon; ирл. Ráth Moliain) — деревня в Ирландии, находится в графстве Мит (провинция Ленстер).

## Демография
Население — 168 человек (по переписи 2006 года). В 2002 году население составляло 194 человек.
Данные переписи 2006 года:
| Общие демографические показатели |               |                               |                               |      |      |
| Всё население                    | Всё население | Изменения населения 2002—2006 | Изменения населения 2002—2006 | 2006 | 2006 |
| 2002                             | 2006          | чел.                          | %                             | муж. | жен. |
| 194                              | 168           | −26                           | −13,4                         | 83   | 85   |